# Noc miłości
Noc miłości (ang. One Night of Love) – amerykański film z 1934 roku w reżyserii Victora Schertzingera.

## Nagrody i nominacje
| Nazwa nagrody | Wygrane | Nominacje |
| ------------- | --- | --- |
| Oscar         | 1935 Nagroda Specjalna - Nagroda za osiągnięcie techniczne dla Columbia Pictures za użycie metody pionowej redukcji dysku - zapisywanie wgłębne z jednoczesnym nagraniem dźwięku w filmie Najlepsza muzyka Louis Silvers Najlepszy dźwięk John P. Livadary | 1935 Najlepszy film wytwórnia Columbia Pictures Najlepsza aktorka pierwszoplanowa Grace Moore Najlepszy reżyser Victor Schertzinger Najlepszy montaż Gene Milford |